# خراب كورت
خراب كورت قرية سوريّة تتبع إداريّاً لمحافظة حلب منطقة عين العرب ناحية مركز عين العرب، بلغ تعداد سكانها 491 نسمة حسب التعداد السكاني لعام 2004.